# Рождественське (Золотоніський район)
Рожде́ственське— село в Україні, у Золотоніському районі Черкаської області. Входить до складу Великохутірської сільської громади. Розташоване на високому обривистому лівому березі річки Золотоношки.

## Історія
Спочатку село складалося з кількох окремих хутірців: Гайворонщини, Деркачівки, Вітровки. Поступово хутірці об'єдналися. Назва села походить від свята Рождества пресвятої Богородиці. За іншою версією село завдячує своїй назві церкві Різдва Христового, тобто Рождественській. У часи Київської Русі землі сучасного села входили до Переяславського князівства. У XIV столітті вони стали частиною Литовських володінь. У 1569 році ввійшли до складу Канівського староства Київського воєводства.
Хутори (Селища) у складі селища були приписані до Парасковіївської церкви у Великому Хуторі та Лукинської у Львівці.
У роки визвольної війни 1648—1657 років село входило до Переяславського полку. До 1709 року землі села належали полковнику Івану Мировичу, потім цар Петро І відбирає всі маєтності у Мировича, як покарання за перехід на бік шведів, і віддає князю Ф.М.Кантакузену.
Селище є на мапі 1816 року як Дергачівка.
У середині XIX століття землі села ввійшли до великих володінь княгині Олімпіади Барятинської.
Село постраждало внаслідок геноциду українського народу, проведеного радянським окупаційним урядом 1932—1933 та 1946–1947 роках.

## Населення

### Мовний склад
Рідна мова населення за даними перепису 2001 року:
| Мова       | Чисельність, осіб | Доля     |
| ---------- | ----------------- | -------- |
| Українська | 339               | 97,69 %  |
| Російська  | 8                 | 2,31 %   |
| Разом      | 347               | 100,00 % |

## Відомі люди
- У селі народився і виріс генерал-майор авіації Жало Олександр Мусійович (1913—1989), ветеран трьох воєн.
- У Рождественському пройшло дитинство і юнацькі роки народного артиста України Загребельного Павла Івановича.

Також у селі народилися і виросли:
- кандидат біологічних наук, доцент Київської аграрної академії Дерев'янко Іван Дмитрович
- кандидат медичних наук Литовченко Юрій Степанович.
- Обрусна Світлана Юріївна (* 1974) — українська правознавиця, кандидатка історичних наук, доктор юридичних наук, професор.

## Пам'ятники
У центрі села знаходиться обеліск Слави та пам'ятний знак жертвам Голодомору.